# 东北省 (肯尼亚)

东北省，肯尼亚

东北省（英文：North Eastern Province）是肯尼亚8省之一，首府加里萨（英文：Garissa）该省与埃塞俄比亚、索马里接壤
面积126,902平方公里，人口2,310,757人。

## 人口
截至2009年，东北省人口2,310,757人。

## 经济

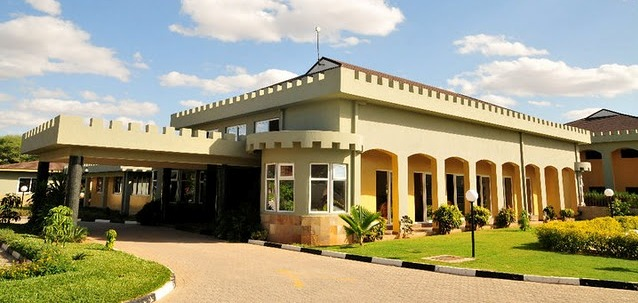
度假村

畜牧生产是该地区经济的重要组成部分。2005年至2007年间，加里西牛生产商在国内外市场的销售额超过了18亿先令。一个新屠场的建设也于2007年10月开始。

## 行政区划
东北省分为11个郡：
1. Fafi District
2. 加里萨郡
3. Ijara District
4. Lagdera District
5. Mandera Central District
6. Mandera East District
7. Mandera West District
8. Wajir East District
9. Wajir North District
10. Wajir South District
11. Wajir West District